# Finally Woken
| Recensione           | Giudizio |
| -------------------- | -------- |
| AllMusic             |          |
| Entertainment Weekly | B        |
| The Guardian         |          |

Finally Woken è il primo album in studio della cantautrice gallese Jem, pubblicato nel 2004 dalla ATO Records e dalla RCA.
La copertina originale dell'album contiene una foto di Jem da piccola scattata dal padre. Il colore è stato modificato a seconda delle aree di distribuzione del disco: per gli Stati Uniti fu il giallo, per il Regno Unito il blu e per Europa e Australia il verde.
Due delle edizioni (ovvero quella britannica e quella europea) sono state nuovamente pubblicate nel 2005 con nuove copertine.
L'album è stato accolto dalla critica in maniera principalmente positiva e ha ottenuto un ottimo successo commerciale riuscendo a vendere oltre 300.000 copie in patria e ben 321.000 negli Stati Uniti. Ha ottenuto un buon successo anche in Austria e Australia.

## Tracce
1. They – 3:16 (Jemma Griffiths, Gerard Young)
2. Come on Closer – 3:47 (Jemma Griffiths, Young)
3. Finally Woken – 3:58 (Jemma Griffiths)
4. Save Me – 3:33 (Jemma Griffiths, Young)
5. 24 – 3:54 (Jemma Griffiths, Justin Griffiths)
6. Missing You – 4:01 (Jemma Griffiths, Justin Griffiths)
7. Wish I – 3:56 (Jemma Griffiths)
8. Just a Ride – 3:20 (Mike Caren, Jemma Griffiths)
9. Falling for You – 4:17 (Nick Coler, Jemma Griffiths, Brian Higgins)
10. Stay Now – 3:43 (Jemma Griffiths, Klas B. Wahl, Nick Whitecross)
11. Flying High – 4:08 (Jemma Griffiths, Paul Herman)

## Classifiche
| Classifica (2005) | Posizione |
| ----------------- | --------- |
| Regno Unito       | 6         |
| Australia         | 36        |
| Austria           | 73        |
| Germania          | 98        |
| Irlanda           | 15        |
| Paesi Bassi       | 98        |
| Stati Uniti       | 197       |